# Dramática (álbum)
Dramática es el título del álbum uruguayo que nace de la unión de los artistas Adrián Soiza y Dani Umpi. Fue grabado en 2009.
En el disco Dramática, la guitarra acústica de Soiza y la voz de Umpi versionan grandes clásicos de pop y del rock, de El Otro Yo, Valeria Lynch, Ace of Base, Fun People y Pet Shop Boys, entre otros. Dramática, el disco-experimento que fue de lo mejor de 2009, para los rioplatneses.
El productor ejecutivo del proyecto es Gabriel Turielle, el diseño es tapa es de Dani Umpi y Rodrigo Moraes, las fotografías del álbum de Nicolás Raddatz y cuenta con la caligrafía de Maitena. En Argentina el disco fue editado por el sello Los Años Luz.

## Listado de temas
1. - "Rent" (Tennant - Lowe)
2. - "Cadê você?" (Odair José)
3. - "Killer" (Adam Tinley -Adamski- Seal)
4. - "Bette Davis eyes" / Águas de Março (Donna Weiss - Jackie De Shannon / Tom Jobim)
5. - "The sign/Fascination" (Joker - Buddha / Barbara Alicindor - John Ross)
6. - Gris (Loop Lascano)
7. - Muñeca rota (Carlos Eduardo Rodríguez - Héctor Andrés Sotelo)
8. - "Como eu quero" (Leoni - Paula Toller)
9. - "Lovefool" (Persons - Svensson)
10. - Amanhã talvez (Paulo Massadas - Michael Sullivan)
11. - "Don´t you want me" (Philip Oakey - Jo Callis- Philip Adrian Wright)
12. - Zamba para olvidarte (Dr. Quintana - Daniel Toro)
13. - Entre mil dudas (O. Gara - I. Canut - M. Canut - P. Sycet - M. Ríos - F. Delgado)
14. - Si pudiera (Fun People)
15. - No me importa morir / Nao sei dançar (El Otro Yo/ Alvin L.)